# Freccia Bianca
Freccia Bianca è un singolo del cantautore italiano Lucio Corsi, pubblicato il 9 gennaio 2020 come secondo estratto dall'album Cosa faremo da grandi?.
È stato prodotto da Francesco Bianconi e Antonio "Cooper" Cupertino per l'etichetta Sugar Music.

## Descrizione
Come affermato dall'autore, Freccia Bianca è dedicata al treno Frecciabianca da Grosseto a Milano, qui personificato nella figura del capo indiano Freccia Bianca che risale al galoppo la penisola: «L'ho preso tante volte. E volevo raccontare questa sorta di spirito di pellerossa che risale la penisola al galoppo e si porta via con sé le persone del luogo, entra nelle bocche delle montagne liguri e poi sparisce nella pianura padana e arriva a destinazione».
Per quanto riguarda lo stile musicale, il cantautore ha dichiarato: «ho inserito un certo tipo di sound delle chitarre elettriche tipico del glam rock anni 70, penso a Brian Eno, ai Roxy Music, ai T. Rex, alla colonna sonora di Velvet Goldmine. È una passione che mi porto dentro da sempre, quella per quel genere di musica, ma è la prima volta che le do risalto».

## Video musicale
Il videoclip del brano, diretto da Tommaso Ottomano, è stato pubblicato il 17 gennaio 2020 sul canale YouTube del cantautore. Come il precedente Cosa faremo da grandi?, anche questo video musicale fa parte di un unico mediometraggio in sei capitoli realizzato dal cantautore insieme al regista Ottomano, con la partecipazione di Gucci ai costumi. Le scene sono state girate nella campagna tra Montepescali e Vetulonia, in Maremma. All'inizio del video è presente una citazione della poetessa Emily Dickinson.

## Tracce
1. Freccia Bianca – 3:19